# Ruggiero Lattanzio
Ruggiero Lattanzio (Barletta, 27 luglio 1912 – Barletta, 4 agosto 1987) è stato un chirurgo italiano.
È stato docente universitario presso l'Università di Bari, primario e direttore sanitario dell'Ospedale di Barletta dal 1952 al 1986 e fondatore dell'AVIS e del Centro Immunoematologico presso il medesimo ospedale, primo e unico nella regione.
È stato il fondatore del Gruppo Sportivo Avis Barletta.

## Biografia
Ruggiero Lattanzio nasce a Barletta il 27 luglio 1912, figlio d'arte, il padre Vito fu medico e sindaco di Barletta.
Da giovane emerge nello sport campione di corsa veloce, nel 1928 a Napoli recordman italiano juniores negli 80 m con 9" netti, nel 1930 campione centro meridionale salto in lungo a Roma con 6,92 m e nel 1935 recordman pugliese dei 100 m con 11" netti a Bari.
Si laurea in medicina e si specializza in chirurgia presso l'Università di Bari col massimo dei voti.
Dopo la laurea incomincia la sua carriera nella Clinica Chirurgica dell'Università di Bari, diretta dall'illustre prof. Carlo Righetti come specializzando, assistente, aiuto. Consegue le docenze universitarie in Patologia e Clinica Chirurgica, fu il primo a incominciare la chirurgia demolitiva polmonare ed esofagea nell'Università di Bari nel 1950. Negli anni 1950-51 fu di fatto il direttore della Clinica poiché il prof. Righetti in attesa del pensionamento si era trasferito a Roma. Partecipa come chirurgo militare alla Seconda guerra mondiale sul fronte greco-albanese, durante la quale viene nominato ufficiale comandante del reparto chirurgico dell'Ospedale Militare dell'Armata di Tirana. Per via del suo impegno su più fronti - è il primo a organizzare un gruppo di donatori di sangue e a usare la siringa Yubet per la trasfusione diretta del sangue - viene decorato al valor militare. Nel 1945 viene congedato col grado di maggiore.
Nel 1952 per concorso divenne Primario chirurgo e poi Direttore dell'ospedale di Barletta.
Abile e valente chirurgo in grado di intervenire su diversi apparati e organi con la stessa perizia e maestria, considerato un vero maestro di chirurgia, giunge a effettuare 2.800 interventi annualmente di media e alta difficoltà. Forma diversi assistenti, che raggiunsero la docenza universitaria e il primariato. Diresse per ben 34 anni il reparto chirurgico del vecchio ospedale di Barletta.
Come direttore sanitario dell'ospedale barlettano potenzia i reparti già esistenti e ne istituisce altri 21, istituisce l'ospedaletto dei bambini con i reparti di pediatria, otorino, sala operatoria, laboratorio e radiologia pediatrici, istituisce la scuola infermieristica. Sotto la sua direzione l'ospedale passa da una media giornaliera di 50 ricoveri a circa 750 malati al giorno, indice di una migliorata efficienza della struttura, passando dalla terza categoria alla prima (uno dei tre della Puglia) in solo 11 anni.La chirurgia di Barletta giunge a ben 160 posti letto, prima in Italia. Unico nosocomio pugliese non capoluogo di provincia, secondo solo al Policlinico di Bari.
Fonda la Biblioteca scientifica e la Società Medico Chirurgica (ora chiamata "Carlo Righetti - Ruggiero Lattanzio") presso la quale vengono realizzati 85 lavori scientifici pubblicati su riviste italiane e straniere e valorizzata una parte della tradizione medica della città, attraverso lo studio di  personalità quali Giovanni Oronzo Azzariti, Giuseppe D'Abundo, Saverio Graziano, Giuseppe Gaetano Ricco e Mariano Santo. 
Promuove la costruzione dell'attuale presidio ospedaliero barlettano "Mons. Dimiccoli".

## L'AVIS
Il Prof. Lattanzio fu il primo in Italia meridionale a effettuare interventi chirurgici invasivi toracico-addominali, ebbe l'intuito e la necessità di conseguire una grossa quantità di sangue. In seguito a un incontro con il Fondatore e Presidente Nazionale dell'AVIS, dott. Vittorio Formentano fonda, con l'amico prof. Camillo De Luca, l'AVIS e il Centro Immunoematologico presso l'Ospedale di Barletta, primo e unico nella Regione nel 1952 . Unico centro in Italia a preparare e a fornire al Ministero della Difesa il sangue liofilizzato, necessario durante eventi bellici e grandi calamità. Si impegna quindi alla diffusione dell'Avis nella regione, diventando il primo presidente provinciale di Bari e in seguito il primo presidente regionale. Per diffondere i principi dell'AVIS fra i giovani, fonda il Gruppo Sportivo Avis Barletta . Il gruppo abbina la cultura della donazione di sangue ai valori cardine dello sport generosità, lealtà, dedizione. Il G.S. Avis Barletta colleziona diversi successi in campo regionale, nazionale e internazionale. Dal vivaio del GS. Avis Barletta nacque il penta olimpionico, recordman della velocità Pietro Mennea. In atletica leggera 7 volte campione italiano di marcia, Vittorio Visini olimpionico 68-72, campioni nazionali e internazionali con Pietro Mennea fino a Monaco 72 (bronzo olimpico) campioni italiani allievi con la 4x100. Nel 1972 il prof. Lattanzio promuove la costruzione della pista di atletica nello stadio comunale di Barletta (oggi "Cosimo Putilli") e organizza il primo Meeting Internazionale di atletica leggera "Città di Barletta" primo di molti, dove lo stesso Pietro Mennea fece registrare ben 3 record mondiali. Nel 1960 fonda l'Amatori Tennis club con ben 12 tornei internazionali dell'Adriatico, frequentato da diversi giocatori da Coppa Davis, il basket il canottaggio (regata più lunga al mondo, 120 km), l'automobilismo. Il gruppo universitario, il gruppo studenti e numerosi gruppi aziendali. Fonda il giornale "Sangue e Vita" e istituisce il Premio Nazionale di Disegno.
Fu molto apprezzato come uomo e professionista tanto che numerose volte è stato proposto candidato al Senato, ma egli ha sempre rifiutato poiché riteneva che la sua opera più importante fosse occuparsi dei malati.
Una lapide commemorativa di marmo all'interno dell'ospedale barlettano recita "Alla memoria del Prof. Dott. RUGGERO LATTANZIO Maestro di vita e di Dottrina che con la sua opera di Chirurgo preclaro e Insigne Clinico ha illustrato questo ospedale dal 1952 al 1986, profondendo scienza, costante attaccamento e fraterno rispetto per i suoi malati. L'Amministrazione pose a diuturno riconoscimento".
In seguito alla sua morte, l'AVIS ha dato il suo nome alla sezione barlettana e gli ha poi dedicato nel 2007 un busto - realizzato dalla scultore barlettano Nunzio Quarto - posizionato nel salone d'ingresso dell'ospedale barlettano "Mons. Dimiccoli".
Il 19/12/2023 viene intitolato alla memoria del Prof. Lattanzio il Poliambulatorio Distrettuale di Barletta (ex Ospedale).

## Onorificenze
Per l'Opera Ospedaliera sia per quella Avisina fu insignito della Medaglia d'Oro al Merito della Sanità Pubblica (primo in Puglia).
Fu insignito dell'onorificenza di Grande Ufficiale Ordine al Merito della Repubblica Italiana.
Dal Coni Stella d'Argento al Merito Sportivo.
Medaglia D'Oro dal Comune di Barletta.